# Kantoor 610
Kantoor 610 is een vermoedelijk 'netwerk van toezicht' dat in China verboden religieuze groepen vervolgt.
Chen Longlin, een Chinese diplomaat die naar Australië vluchtte, verklaart dat deze organisatie bestaat en was opgericht op 10 juni 1999. De naam was afgeleid van deze datum. Chen zegt dat de organisatie was opgericht om de volgers van Falun Gong te vervolgen.